# 数据通路
数据通路是执行单元的集合，例如执行数据处理操作的算术逻辑单元、乘法器、寄存器和总线。它与控制单元一起组成中央处理器（CPU）。通过使用数据选择器连接多于一个的数据通路，可以创建更大的数据通路。
在1990年代后期，在可重构数据通路领域（可以在运行时使用FPGA重复使用的数据通路）方面的研究不断增多，因为这样的设计可以在提升处理效率的同时节省电能。